# Маковський Спартак Йосипович
Спартак Йосипович Маковський (* 27 листопада 1920 — 27 березня 2000) —  радянський військовий льотчик, Герой Радянського Союзу (1944). У роки німецько-радянської війни командир ескадрильї 43-го винищувального авіаційного полку 8-ї повітряної армії 4-го Українського фронту, старший лейтенант.

## Біографія
Народився 27 листопада 1920 року у місті Павлодарі (нині обласний центр у Казахстані) у сім'ї робітника. Закінчив 7 класів у місті Запоріжжі. Працював на заводі «Запоріжсталь», навчався у аероклубі.
У РСЧА з 1937 року. У 1939 році закінчив Качинську воєнну авіаційну школу пілотів.
На фронтах німецько-радянської війни з квітня 1943 року. Командир ескадрильї 43-го винищувального авіаційного полку (278-а винищувальна авіаційна дивізія, 3-й винищувальний авіаційний корпус, 4-а повітряна армія, Північно-Кавказький фронт) старший лейтенант Маковський С.Й. 8 травня 1943 року біля станції Кримська (Краснодарський край) на літаку Як-9Т таранним ударом на зустрічному курсі збив винищувач супротивника. Здійснив посадку на пошкодженому літаку. 
Старший лейтенант Маковський С. Й. – командир ескадрильї того ж полку 8-ї повітряна армія (4-й Український фронт) до січня 1944 року здійснив 92 бойових вильоти, у 49 повітряних боях особисто збив 18, а у групі 1 літак ворога.
3 січня 1944 року вилетів на штурм ворожого аеродрому на правому березі р. Дніпро разом з молодшим лейтенантом І. Г. Кузнецовим. Здійснивши успішно завдання, повертаючись на свій аеродром, вороги підбили літак лейтенанта Кузнецова. Необхідно було здійснити посадку літака на ворожій території. Маковський посадив свій літак поруч палаючого літака Кузнецова та взяв товариша на свій борт і на очах у ворога який наближався з усіх сторін встиг підняти свій літак у небо. Усього за часи війни особисто збив 27 та у групі 3 ворожих літаки.
13 квітня 1944 року Маковському  С.Й. присвоєно року Звання Героя Радянського Союзу з врученням ордена Леніна і медалі «Золота Зірка» (№ 1311) .
Після війни закінчив льотно-тактичні курси удосконалення офіцерського складу.
З 1958 року полковник Маковський С. Й. у запасі. Був керівником аероклубу у Свердловську, який при його керівництві займав одне з провідних місць серед аероклубів країни. Потім жив у обласному центрі України — місті Запоріжжі. Де і помер 27 березня 2000 року.

## Нагороди
Нагороджений орденом Леніна, трьома орденами Червоного Прапора, орденом Олександра Невського, двома орденами Вітчизняної війни 1-го ступеня, орденом «Червоної Зірки».

## Вшанування пам'яті
У місті Запоріжжя є вулиця Спартака Маковського.